# قائمة سفراء دولة فلسطين لدى الجزائر
سفير دولة فلسطين لدى الجزائر هو ممثل دولة فلسطين الرسمي لدى الجمهورية الجزائرية الديمقراطية الشعبية، يقع مقر السفارة الفلسطينية في مدينة الجزائر. يشغل منصب السفير حاليًا فايز أبو عيطة منذ عام 2021.

## قائمة السفراء
تشمل قائمة السفراء:
| الترتيب | رئيس البعثة الدبلوماسية             | تاريخ الاعتماد الدبلوماسي | تاريخ الانتهاء | رئيس منظمة التحرير الفلسطينية | رئيس الجزائر                                                                       |
| --- | ----------------------------------- | ------------------------- | -------------- | ----------------------------- | ---------------------------------------------------------------------------------- |
| تأسس مكتب ممثلية منظمة التحرير الفلسطينية في الجزائر في عام 1965 وحتى عام 1988 تحول إلى سفارة دولة فلسطين لدى الجزائر. |                                     |                           |                |                               |                                                                                    |
| 1 | سعيد نمر السبع                      | 1965                      | 1966           | أحمد الشقيري يحيى حمودة       | هواري بومدين                                                                       |
| | غ/م                                 |                           |                | أحمد الشقيري يحيى حمودة       | هواري بومدين                                                                       |
| | أحمد خليل محمد وافي                 | 1971                      | غ/م            | ياسر عرفات                    | هواري بومدين                                                                       |
| | فاروق يونس مصطفى أبو الرب           | 1976                      | 1983           | ياسر عرفات                    | هواري بومدين الشاذلي بن جديد محمد بوضياف علي كافي اليمين زروال عبد العزيز بوتفليقة |
| | منذر عز الدين إسماعيل الدجاني       | 1983                      | 1992           | ياسر عرفات                    | هواري بومدين الشاذلي بن جديد محمد بوضياف علي كافي اليمين زروال عبد العزيز بوتفليقة |
| | عدلي شعبان حسن صادق (قائم بالأعمال) | 1992                      | 2000           | ياسر عرفات                    | هواري بومدين الشاذلي بن جديد محمد بوضياف علي كافي اليمين زروال عبد العزيز بوتفليقة |
| | منذر عز الدين إسماعيل الدجاني       | 2000                      | 2005           | ياسر عرفات محمود عباس         | هواري بومدين الشاذلي بن جديد محمد بوضياف علي كافي اليمين زروال عبد العزيز بوتفليقة |
| | أحمد عبد الرازق السلمان             | 2006                      | 2008           | محمود عباس                    | عبد العزيز بوتفليقة                                                                |
| | محمد حلمي عبد الفتاح حوراني         | 2 سبتمبر 2008             | 2010           | محمود عباس                    | عبد العزيز بوتفليقة                                                                |
| | حسين عبد الخالق (Q106777204)        | 30 ديسمبر 2010            | 2014           | محمود عباس                    | عبد العزيز بوتفليقة                                                                |
| | لؤي محمود طه عيسى                   | 16 نوفمبر 2014            | 2019           | محمود عباس                    | عبد العزيز بوتفليقة                                                                |
| | أمين رمزي درويش مقبول               | 22 فبراير 2019            | أكتوبر 2021    | محمود عباس                    | عبد العزيز بوتفليقة عبد المجيد تبون                                                |
| | فايز محمد محمود أبو عيطة            | 2021                      | لا يزال        | محمود عباس                    | عبد المجيد تبون                                                                    |